# Valerija Kirdjasjeva
Valerija Aleksejevna Kirdjasjeva (russisk: Валерия Алексеевна Кирдяшева ; født 28. november 2000 i Busuluk) er en kvindelig russisk håndboldspiller der spiller playmaker for Lada Togliatti og Ruslands U/19-kvindehåndboldlandshold